# Babushka Lady
Babushka Lady este numele dat unei persoane necunoscute care a fost remarcată la asasinarea lui John F. Kennedy din 1963.
Aceasta a fost observată de mai mulți martori oculari purtând un aparat fotografic, cu care a imortalizat mai multe imagini ale acelui eveniment.
Mai târziu, în 1970, o persoană pe nume Beverly Oliver apare în public și susține că este Babushka Lady.
Aceasta, în 1994, a dat publicității niște memorii intitulate Nightmare in Dallas ("Coșmar în Dallas") în care a relatat asasinatul.
Aceste memorii au stat la baza filmului JFK, apărut în 1991 și regizat de Oliver Stone.